# Lee Vining
Lee Vining es un lugar designado por el censo ubicado en el condado de Mono en el estado estadounidense de California. En el año 2010 tenía una población de 222 habitantes.

## Geografía
Lee Vining se encuentra ubicado en las coordenadas 37°57′24″N 119°7′16″O / 37.95667, -119.12111.